# Cseh futsalválogatott
A cseh futsal-válogatott Csehország nemzeti csapata, amelyet a cseh labdarúgó-szövetség, (csehül:Českomoravský fotbalový svaz) irányít.
Csehország futsalválogatottja már több rangos tornán is szerepelt. Az Európa-bajnokságra ezidáig hat, a világbajnokságra pedig két alkalommal sikerült kijutnia. Legjobb eredménye egy 3. hely, amit a 2010-es futsal-Európa-bajnokságon ért el.

## Eredmények

### Világbajnokság
| Év       | Eredmény      | M  | Gy | D | V | Rg | Kg | Gk |
| -------- | ------------- | -- | -- | - | - | -- | -- | -- |
| 1989     | Nem jutott be | -  | -  | - | - | -  | -  | -  |
| 1992     | Nem jutott be | –  | –  | – | – | –  | –  | –  |
| 1996     | Nem jutott be | –  | –  | – | – | –  | –  | –  |
| 2000     | Nem jutott be | –  | –  | – | – | –  | –  | –  |
| 2004     | 2. kör        | 6  | 2  | 0 | 4 | 12 | 18 | –6 |
| 2008     | Csoportkör    | 4  | 2  | 0 | 2 | 10 | 10 | 0  |
| 2012     | 2. kör        | 4  | 1  | 1 | 2 | 7  | 14 | -7 |
| Összesen | 2/6           | 10 | 4  | 0 | 6 | 22 | 28 | –6 |

### Európa-bajnokság
| Év       | Eredmény      | M  | Gy | D | V  | Rg | Kg | Gk  |
| -------- | ------------- | -- | -- | - | -- | -- | -- | --- |
| 1996     | Nem jutott be | –  | –  | – | –  | –  | –  | –   |
| 1999     | Nem jutott be | –  | –  | – | –  | –  | –  | –   |
| 2001     | Csoportkör    | 3  | 0  | 1 | 2  | 9  | 13 | –4  |
| 2003     | Elődöntő      | 4  | 2  | 0 | 2  | 12 | 14 | –2  |
| 2005     | Csoportkör    | 3  | 1  | 0 | 2  | 6  | 9  | –3  |
| 2007     | Csoportkör    | 3  | 0  | 0 | 3  | 7  | 17 | –10 |
| 2010     | Bronzérmes    | 5  | 2  | 1 | 2  | 16 | 25 | –9  |
| 2012     | Csoportkör    | 2  | 0  | 0 | 2  | 5  | 8  | -3  |
| Összesen | 6/8           | 18 | 5  | 2 | 11 | 50 | 78 | –28 |

## Külső hivatkozások
- Hivatalos honlap.